# اسلام‌آباد (دشتستان)
اسلام‌آباد، روستایی است از توابع بخش سعدآباد در شهرستان دشتستان استان بوشهر ایران.

## جمعیت
این روستا در دهستان زیرراه قرار داشته و براساس سرشماری سال ۱۳۸۵ جمعیت آن ۲۴۳ نفر (۵۲ خانوار) می‌باشد.